# Врапче (Вогошћа)
Врапче је насељено мјесто у Босни и Херцеговини у Општини Вогошћа које административно припада Федерацији Босне и Херцеговине. Према попису становништва из 1991. у насељу је живјело 59 становника.

## Становништво
По посљедњем службеном попису становништва из 1991. године, насељено мјесто Врапче имало је 59 становника, сљедећег националног састава:
| Националност | 1991.       |
| Срби         | 36 (61,01%) |
| Муслимани    | 23 (38,99%) |
| Укупно       |             |